# 국민주권당
국민주권당(國民主權黨)은 2023년에 창당된 대한민국의 정당이다.

## 주요 선거 결과

### 국회의원 선거
|  | 0% |

|  | 0% |